# Черкизово (транспортно-пересадочный узел)
Транспортный пересадочный узел Черкизово (ТПУ Черкизово, Москва-Восточная) — транспортный кластер площадью 41,11 га в историческом районе Черкизово на востоке города Москвы, на территории района Преображенское Восточного административного округа.

## Состав
- станция Локомотив Московского центрального кольца (МЦК),
- станция метро «Черкизовская» Сокольнической линии метро,

- железная дорога: Восточный вокзал[2] (проектное название: Черкизовский),
- остановки наземного городского транспорта,
- автостоянки, в том числе перехватывающая парковка.

По состоянию на конец мая 2021 года с железнодорожных станций ТПУ нет движения и остановок пригородных электропоездов.

### Наземный общественный транспорт
Остановки городского общественного транспорта в составе транспортно-пересадочного узла ТПУ Черкизово:
- Со стороны СВХ — автобус № 171[3].
- Со стороны станции метро Черкизовская:
  - Маршрутные такси (городские): 372, 469, 552
  - Маршрутные такси (областные): 860, 1251, 1251к
- На Щёлковском путепроводе:
  - Автобусы: 34, 34к, 52, 171, 230, 449, 716, 974, т32, т41, т83

## Общая оценка
...это стало возможным благодаря созданию единой транспортной инфраструктуры, которая включает Московское центральное кольцо (МЦК), метро, железную дорогу, Московские центральные диаметры (МЦД), аэроэкспресс
 — отметил Сергей Собянин во время осмотра строящегося здания Восточного вокзала.

По его словам, 
«Всё это объединяется в один транспортный узел, и появляется огромное количество возможностей у местных жителей и большие возможности у тех, кто приезжает в Москву»,
 — добавил Мэр Москвы.

## Транспортные потоки
«Запуск ТПУ позволит упорядочить потоки пассажиров различных видов транспорта и создать комфортные условия для пересадки. К моменту ввода всех этапов количество пассажиров в утренний час пик составит 30,2 тысячи человек», - пояснил М. Хуснуллин.
По словам заммэра: «В составе ТПУ планируется построить многофункциональный торгово-развлекательный комплекс с подземным двухуровневым паркингом на 1,3 тысячи машиномест, который будет использоваться в том числе для нужд пассажиров ТПУ.

## Развитие

### 2021 год
- завершено строительство северного терминала станции МЦК Локомотив; он открыт для пассажиров 30 мая 2021 года.
- построен Восточный вокзал (проектное название: Черкизовский)
- снесён близлежащий торговый центр «Радуга»[6]; на август 2021 года:
  - зона демонтажа обнесена по периметру забором;
  -  вёлся вывоз строительного мусора.
    - с июня 2021 года работы были полностью прекращены, вывоз мусора не вёлся.
- завершено асфальтирование Окружного проезда в пределах ТПУ и
- полностью завершено нанесениe дорожной разметки.
- на пристанционной территории (между Щёлковским путепроводом и южным входом станции метро Черкизовская) построен и открыт торговый павильон Московские ярмарки.

### 2022—2023 годы
- В середине лета 2022 года была завершена реставрация площади на месте бывшего ТЦ «Радуга»: спланирован грунт, организована и заасфальтирована площадка под стоянку машин, остальная территория покрыта газоном. Ограждено забором, задающим примыкание территории к стадиону РЖД Арена (бывш. «Локомотив»).
- 25 июля 2022 года прошло сообщение о выделении 6 (шести) дополнительных земельных участков (по адресу: пересечение Северно-Восточной хорды и улицы Амурской, Щелковского шоссе, Восточный вокзал Черкизово (ВАО)) для развития ТПУ. С передачей на 11 месяцев и 28 дней в аренду РЖД[7].

…территория земельно-правовыми отношениями не обременена и свободна от объектов капитального строительства.

### На дальнейшее время
Планируется продление Окружного проезда до соединения с 6-м проездом Подбельского и выходом на Тюменскую улицу.

## Интересные факты
Отмечается влияние данного проекта на МЦД-2 и МЦД-4: 
Мини-вокзал разгрузит Курский вокзал и, таким образом, участвует в проектах МЦД-2 и МЦД-4, будет выполнять роль транзитного хаба для движения поездов на восток.